# Émile Roumer
Émile Roumer (Jeremias, 5 de fevereiro de 1903 — Frankfurt, abril de 1988) foi um ensaísta, poeta e professor haitiano. Roumer escreveu principalmente poemas satíricos e poemas sobre o amor e a natureza. Nascido em Jeremias no Haiti, foi educado na França antes de estudar administração em Manchester, na Inglaterra.

## Obra

### Poesia
- Poèmes d'Haïti et de France. Paris: Éditions de La Revue Mondiale, 1925; Port-au-Prince: Panorama, 1972.
- Poèmes en vers. Port-au-Prince: s.m., 1947.
- Coucourouge. 1955-1956, romance.
- Rosaire : couronne sonnets. Port-au-Prince: Panorama, 1964.
- Anti-Singes. 1967, romance.

### Ensaios
- Le Caïman étoile. Port-au-Prince: Panorama, 1961.